# Yves Léger
Pour les articles homonymes, voir Léger.
Yves Léger, né le 8 janvier 1919 à Pornichet et mort pour la France le 27 mai 1944 à Chastel, est un résistant français et compagnon de la Libération. 
Jeune diplômé en droit et en études politiques, il décide de s'engager dans l'armée au début de la Seconde Guerre mondiale. Ne parvenant pas à intégrer une unité combattante malgré son désir de poursuivre la lutte contre les Allemands, il intègre la Résistance et devient responsable des parachutages clandestins en Auvergne. Au printemps 1944, en marge d'un rendez-vous avec un responsable local de la résistance, il est surpris et tué par des agents de la Gestapo.

## Biographie

### Jeunesse
Yves Léger naît le 8 janvier 1919 à Pornichet, en Loire-Atlantique, d'un père médecin qui devient plus tard maire de Choisy-le-Roi, dans le Val-de-Marne. Après une scolarité primaire à Paris et à Quimper, il effectue ses études secondaires à l'école Massillon et au lycée Charlemagne. 
Il étudie à l’École libre des sciences politiques, dont il obtient le diplôme (section diplomatique). Il est également titulaire d'une licence de droit obtenues à la faculté de droit de Paris. Polyglotte parlant couramment l'anglais, l'allemand et l'arabe, il suit également les cours de l'école orientale pour apprendre le japonais. Amateur de voyage et grand sportif, il réalise en 1938 un tour d'Europe en bicyclette.

### Seconde Guerre mondiale
Au début de la Seconde Guerre mondiale, Yves Léger s'engage volontairement dans l'armée et est envoyé à Rambouillet pour y suivre les cours d'élève officier de réserve. Volontaire pour l'aviation, il est ensuite affecté à l'école de l'air puis suit un stage d'observateur à Rabat, au Maroc au moment où la bataille de France fait rage et où le gouvernement français signe l'armistice du 22 juin 1940. Le 14 août 1940 il obtient son brevet d'observateur en avion et est promu aspirant. Muté au Maroc au sein du service des écoutes de l'armée d'armistice, il est démobilisé en mai 1942. Revenu à Paris et ayant repris ses études, il essaye de se réengager dans les services de renseignement au Maroc mais en est empêché par le débarquement allié en Afrique du Nord. Il décide alors d'intégrer la résistance et fait partie du réseau Jove de janvier à avril 1943. Il est ensuite contacté par Alain Grout de Beaufort, commandant des opérations aériennes de la région R6 (Auvergne), qui le recrute comme adjoint. Au sein de sa nouvelle affectation, Yves Léger participe à l'organisation d'atterrissages et de parachutages clandestins ainsi qu'à de nombreux coups de main. Appelé à Londres, il se déplace vers le Jura où il est exfiltré par avion le 18 octobre 1943. En Angleterre, il est affecté au BCRA dont il suit les cours d'officier d'opérations aériennes.
Le 20 décembre 1943, Yves Léger est parachuté dans l'Ain puis retourne en Auvergne pour prendre le commandement de la section des atterrissages et des parachutages locale
. Dès lors, il organise de nombreux comités de réception pour les parachutages de personnels et de matériels. Repéré par les autorités à partir de mars 1944, son réseau subit un grand nombre d'arrestations dont son beau-frère, prisonnier de la milice à Vichy, qu'il parvient à faire évader. Installé au hameau de Moulergues, sur la commune de Chastel en Haute-Loire, il continue de réceptionner des armes, des munitions et du matériel au profit du maquis du Mont Mouchet. Le 27 mai 1944, Yves Léger a rendez-vous avec Émile Coulaudon, chef FFI de la région R6,. Alors qu'il l'attend au bord d'une route du Mont Mouchet en compagnie de deux autres résistants, une voiture surgit et deux hommes se présentent, prétendant chercher un contact avec la résistance,. Il s'agit en fait de deux agents de la gestapo,. Remarquant un insigne allemand sur le véhicule, l'un des résistants dégaine son arme et blesse l'un des agents. Celui-ci réplique, tuant Yves Léger et son adjoint Fernand Dutour,. Les deux agents de la gestapo, rattrapés le soir-même par le maquis, sont interrogés et exécutés,. Georges Léger le père d'Yves, membre de l'organisation civile et militaire et président du comité départemental de libération de Choisy-le-Roi, le fait rapatrier et inhumer dans sa commune. Yves léger est promu commandant à titre posthume,.

## Décorations
|  |  |  |  |  |  |
|  |  |  |  |  |  |

| Chevalier de la Légion d'honneur  | Chevalier de la Légion d'honneur | Chevalier de la Légion d'honneur | Compagnon de la Libération À titre posthume, par décret du 28 mai 1945 | Compagnon de la Libération À titre posthume, par décret du 28 mai 1945 | Compagnon de la Libération À titre posthume, par décret du 28 mai 1945 | Croix de guerre 1939-1945 Avec une palme | Croix de guerre 1939-1945 Avec une palme | Croix de guerre 1939-1945 Avec une palme |
| Mention in dispatch (Royaume-Uni) |                                  |                                  |                                                                        |                                                                        |                                                                        |                                          |                                          |                                          |

## Hommages
- À Choisy-le-Roi, une rue a été baptisée en son honneur[7].
- À Paris, dans les locaux de l'école de droit et de l'école libre des sciences politiques , son nom est inscrit sur des plaques commémorant les anciens élèves morts pour la France[8],[9].